# 安祖尔·伊斯梅洛夫
安祖尔·胡桑诺维奇·伊斯梅洛夫（1985年4月21日—），是乌兹别克斯坦职业足球运动员，司职后卫，也可以担任防守中场。
伊斯梅洛夫出道于乌兹别克斯坦球队撒马尔罕迪纳摩，之后又先后加盟塔什干拖拉机和棉农。伊斯梅洛夫在棉农队表现出色，并在2007年首次入选 乌兹别克斯坦国家队，并随队参加2007年亞洲盃足球賽。2010年加盟缔造者，并以主力后卫的身份参加了2011年亞洲盃足球賽。
2011年2月，伊斯梅洛夫转会加盟中超球队长春亚泰。2018年7月，伊斯梅洛夫离开长春亚泰。